# Temple d'Hercule Olivarius
« Temple d'Hercule » redirige ici. Pour les autres significations, voir Temple d'Hercule (homonymie).
Le temple d'Hercule Olivarius, parfois identifié comme temple d'Hercule Victor, est un temple de forme ronde datant de la République romaine (fin du IIe siècle av. J.-C.), construit sur le forum Boarium à Rome. À l'époque moderne, il est situé dans la partie occidentale de la piazza della Bocca della Verità, intégré à un jardin public où se trouve également le temple de Portunus.
C'est le plus ancien monument de la ville presque entièrement construit en marbre qui ait été préservé jusqu'à l'époque contemporaine. Il doit sa remarquable conservation à sa transformation en église au Moyen Âge ; il est restauré dans sa forme antique au XIXe siècle comme d'autres monuments romains. Identifié pendant longtemps et à tort comme un temple voué à Vesta du fait de sa forme circulaire, il est reconnu au XXe siècle comme dédié à Hercule Olivarius. La dernière campagne de restauration le concernant se déroule de 1996 à 1998.

## Localisation
- Emprise schématique du forum
- 1 : Temple d'Hercule Olivarius
- 9 et 10 : Entrepôts et port

Le forum Boarium sous l'Empire :
Emprise schématique du forum

Le temple est édifié sur le forum Boarium au sud du temple de Portunus, au nord-ouest et dans l'axe du Circus Maximus ; la Cloaca Maxima, qui participe au drainage du forum, passe juste au nord du temple avant de se jeter dans le Tibre.

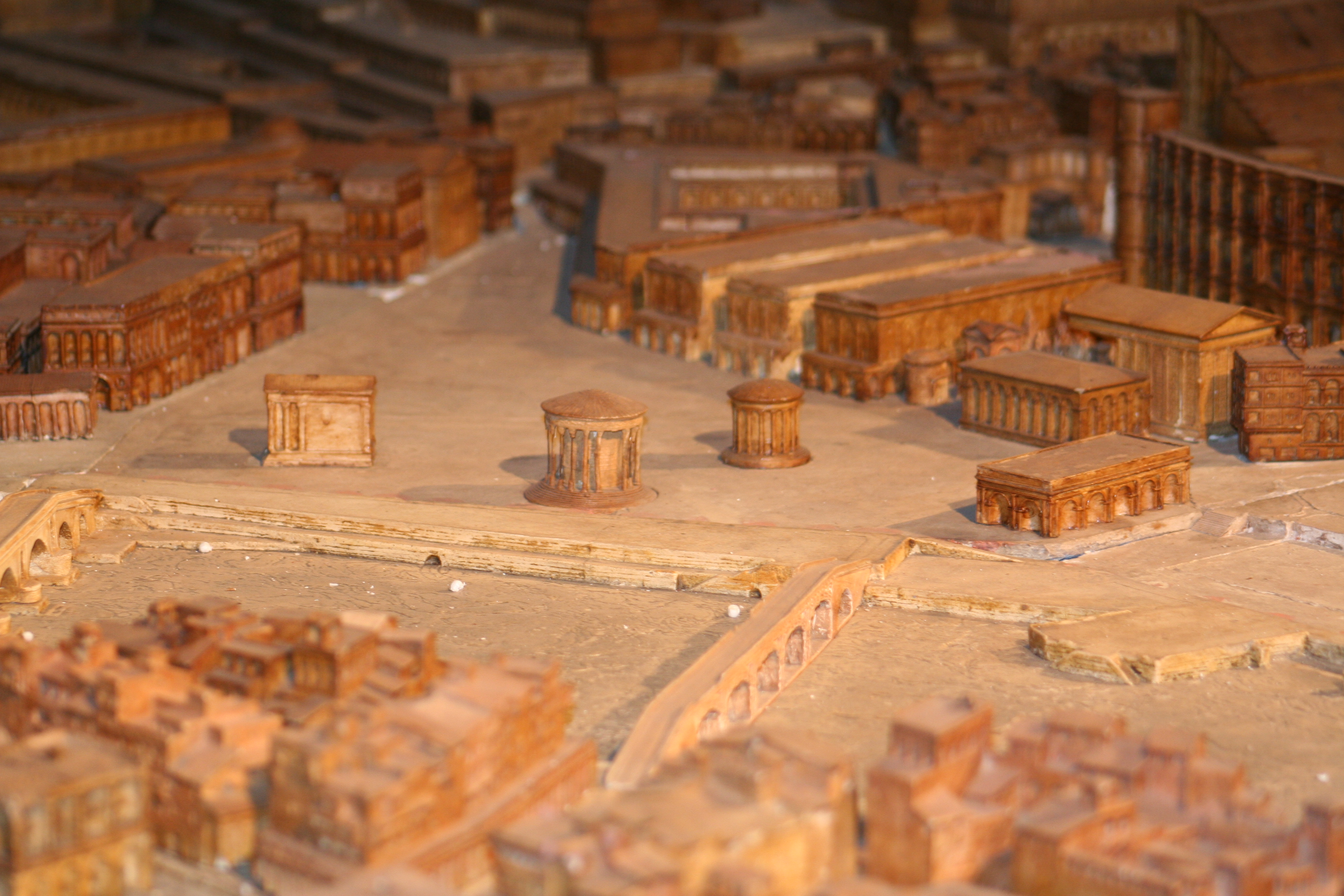
Le temple sur la maquette du Plan de Rome de Paul Bigot.

Comme pour le temple de Portunus, son implantation sur un forum voué au commerce, près du premier port de Rome, du Tibre et des premiers ponts sur le fleuve, le pont Sublicius et le pont Æmilius, est révélatrice du rôle qui lui est attribué dans la protection des activités commerciales de la ville.
Dans la Rome moderne, le temple d'Hercule Olivarius occupe la partie occidentale de la Piazza della Bocca della Verità, au sein d'un jardin public aménagé dans les années 1930. Cet espace est circonscrit au nord par le temple de Portunus et la Via di Ponte Rotto, à l'ouest par le Tibre et le Lungotevere Aventino, au sud-ouest par le Largo Amerigo Petrucci, à l'est et au sud-est par la Via Luigi Petroselli et la fontaine des Tritons. En raison des aménagements urbanistiques successifs depuis les années 1870, la piazza et le temple se trouvent nettement en contrebas du Lungotevere édifié en remblai pour faire obstacle aux crues du Tibre,.

## Dédicace

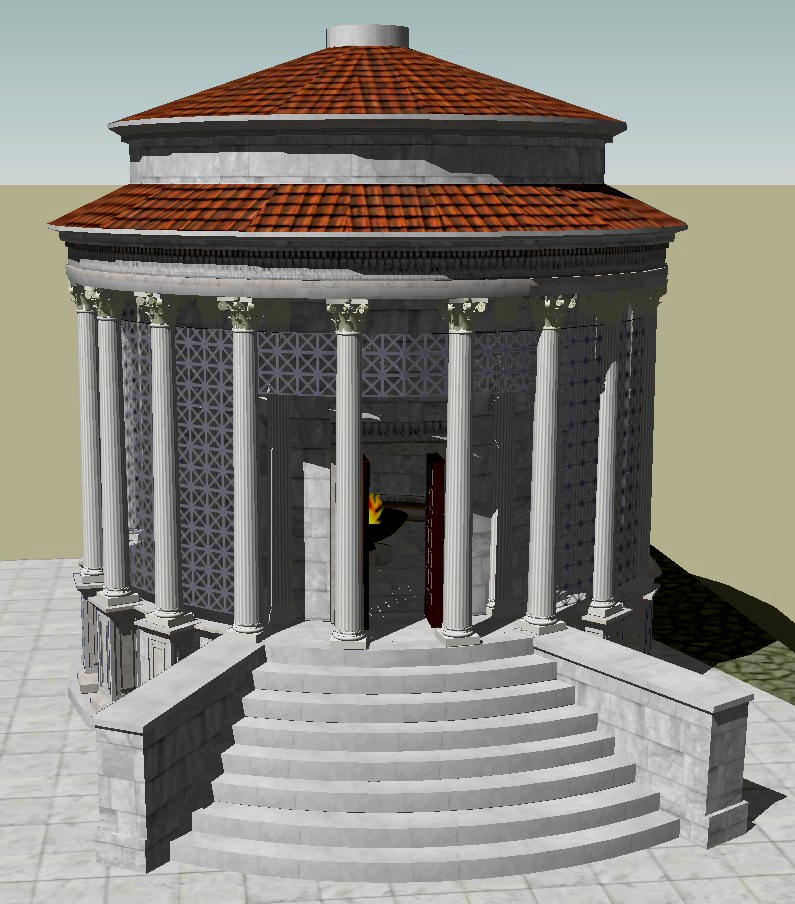
Figuration 3D du temple de Vesta (forum romain).

Dans un premier temps, les recherches historiques attribuent ce temple à Vesta en raison de sa forme arrondie,, Plutarque précisant en effet que la forme ronde des temples à Vesta symbolise l'univers, avec en son centre le feu. Pourtant, dans son Commentaire à l'Énéide (IX, 406), Servius indique que d'autres divinités, dont Hercule, peuvent être honorées dans des temples ronds.

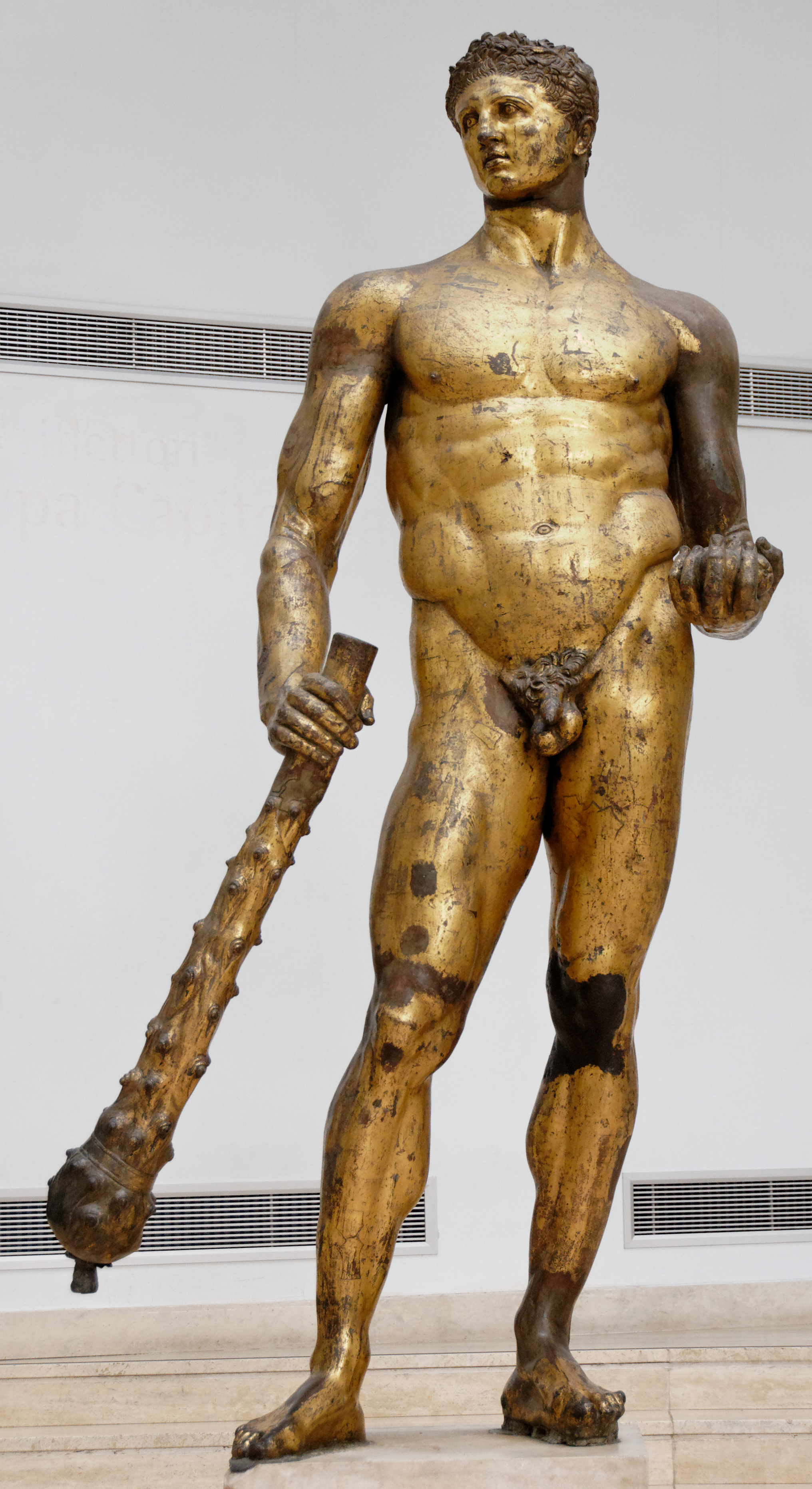
L'Hercule du Forum Boarium.

Il s'avère en définitive que le temple doive être dédié à Hercule dit Olivarius, Hercule étant le protecteur du commerce de l'olive et sa massue légendaire étant confectionnée dans un tronc de cet arbre. Lucien Tirté Van Cléemputte formule cette hypothèse dès 1821. Ce sont toutefois la découverte à proximité du temple, en septembre 1895, d'un bloc, probable base de statue, gravée au nom d'Olivarius, celle de fragments de céramiques portant le lettre « H », survenue en 1998 ainsi que des indices topographiques qui sont déterminants dans l'attribution de la dédicace,. Le texte gravé sur la base de statue est ainsi restitué : 

« [Hercules Victor cognominatus vulg]o Olivarius opus Scopae minoris »

Certaines mentions anciennes signalent l'existence d'un temple d'Hercule Victor (le Victorieux) sur le forum Boarium — distinct du Très Grand Autel d'Hercule Invaincu situé plus près du cirque et intégré à l'église Santa Maria in Cosmedin —, près de la porte Trigémine : il semble que ce temple et celui d'Hercule Olivarius ne fassent qu'un,.
Les nombreuses interprétations possibles des textes anciens et la difficulté à localiser certains monuments ont conduit à des confusions quant au nombre et à l'appellation des sanctuaires dédiés à Hercule sur le forum Boarium où il apparaît comme une divinité de premier plan. La statue de l'Hercule du Forum Boarium, trouvée sur le forum, peut avoir à l'origine pris place dans l'un ou l'autre de ces temples, dont celui d'Hercule Olivarius.

## Histoire

### Temple antique
L'architecte du temple, Hermodore de Salamine, est un Grec actif à Rome dans la deuxième moitié du IIe siècle av. J.-C.. Son commanditaire est romain et se nomme Marcus Octavius Herrenus : c'est un riche marchand qui a fait fortune dans le commerce de l'huile d'olive ; son nom est porté sur une inscription sur l'agora de Délos, attestant ainsi son lien commercial avec la Grèce et l'origine de sa fortune. Une épigraphe partielle sur la base d'une statue trouvée sur le forum mentionne aussi le nom de Scopas le Jeune, un sculpteur grec ayant probablement exécuté une statue de culte représentant Hercule,.
La construction du monument date de la deuxième moitié ou même du dernier tiers du IIe siècle av. J.-C. Une seconde phase de construction, visible à mi-hauteur du mur de la cella et dans la partie nord-ouest de la colonnade, est entreprise dans le second quart du Ier siècle apr. J.-C.. Il peut s'agir d'une simple poursuite programmée du chantier, à moins qu'elle ne soit consécutive aux dégâts causés lors de l’importante inondation qui, en l'an 15 sous Tibère, renverse le temple de Vesta et d'autres monuments, comme le rapporte Horace.

### Église médiévale

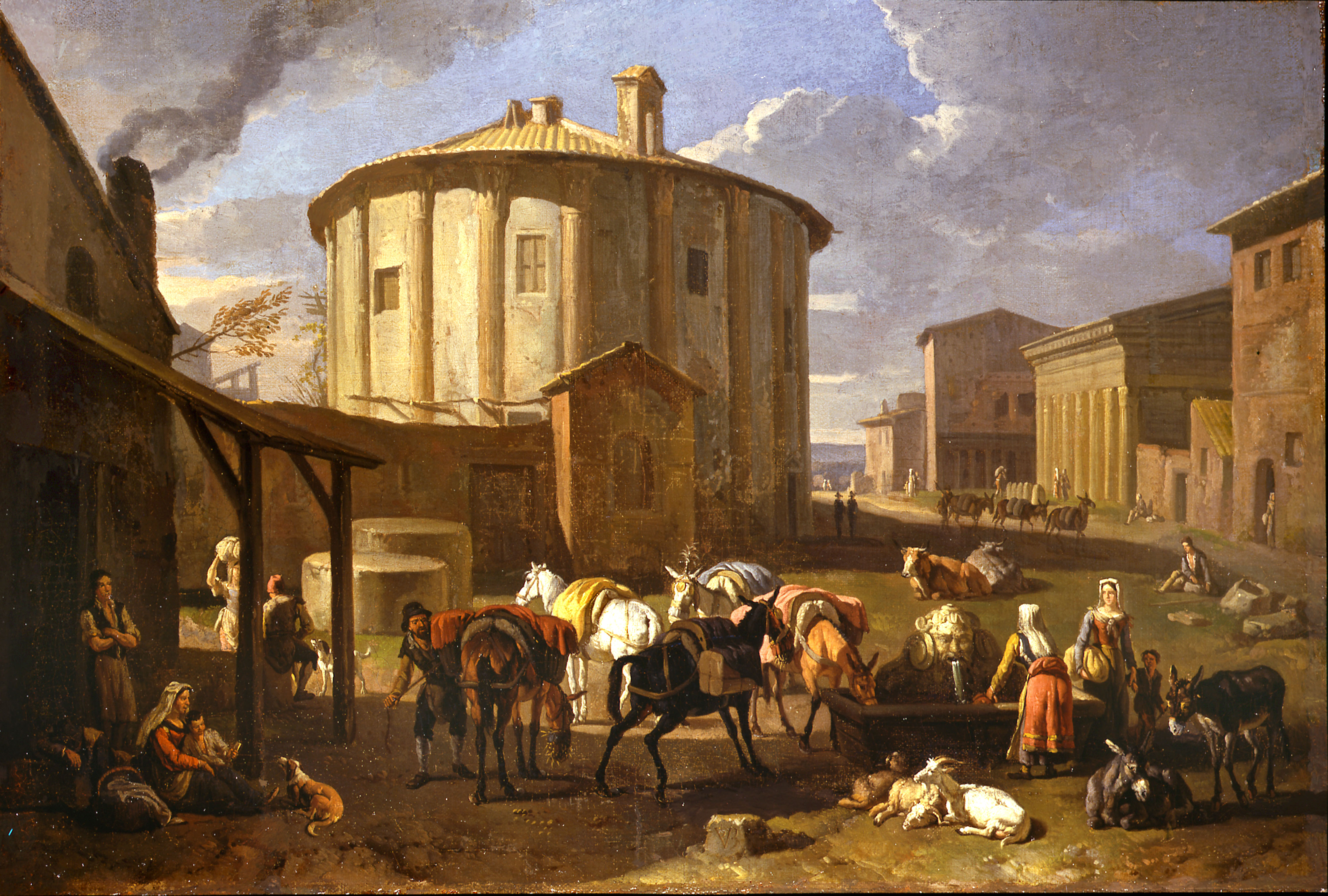
Le temple transformé en église.

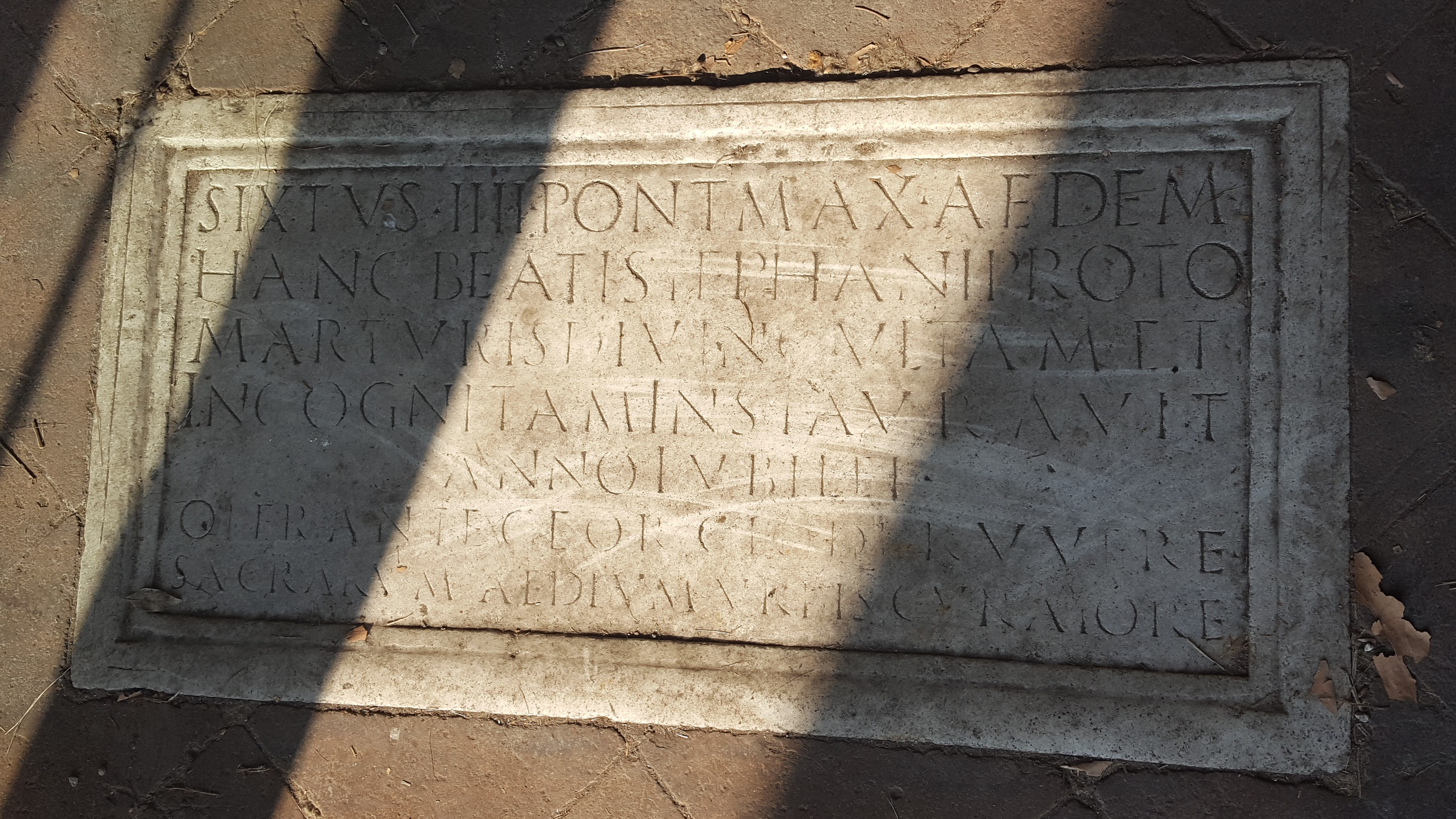
Mention lapidaire des travaux autorisés par Sixte IV.

À l'instar d'autres temples antiques de Rome comme celui de Portunus, le temple d'Hercule Olivarius est transformé en église au Moyen Âge sous plusieurs vocables ; elle s'appelle ainsi « Saint-Étienne [-le-Rond] » (bulle pontificale du 27 octobre 1140), « Saint-Étienne-des-Carrosses » au XVIe siècle puis « Sainte-Marie-du-Soleil » au XVIIe siècle. Pour servir sa nouvelle affectation, le temple subit plusieurs modifications architecturales : son péristyle est muré par l'ajout d'un entrecolonnement et un petit clocher-mur est construit au-dessus de la porte d'entrée ; une moulure est ajoutée à la base du mur de la cella dont une partie est refaite en briques. Cette cella est revêtue intérieurement d'une fine couche de stuc et son aménagement est totalement revu. La date à laquelle cette transformation a lieu n'est pas précisée, mais elle est certainement postérieure au début du IXe siècle car un document destiné aux pèlerins souhaitant visiter Rome et rédigé à cette époque ne mentionne pas le temple dans les différents itinéraires qu'il propose.
En 1474, l'église semble être en mauvais état et peut-être abandonnée depuis longtemps, car des réparations sont autorisées par le pape Sixte IV comme en témoigne une mention gravée à l'entrée du monument. C'est sans doute de cette époque que date la réalisation de fresques religieuses attribuées à Antoniazzo Romano.

### Restauration en l'état «antique»

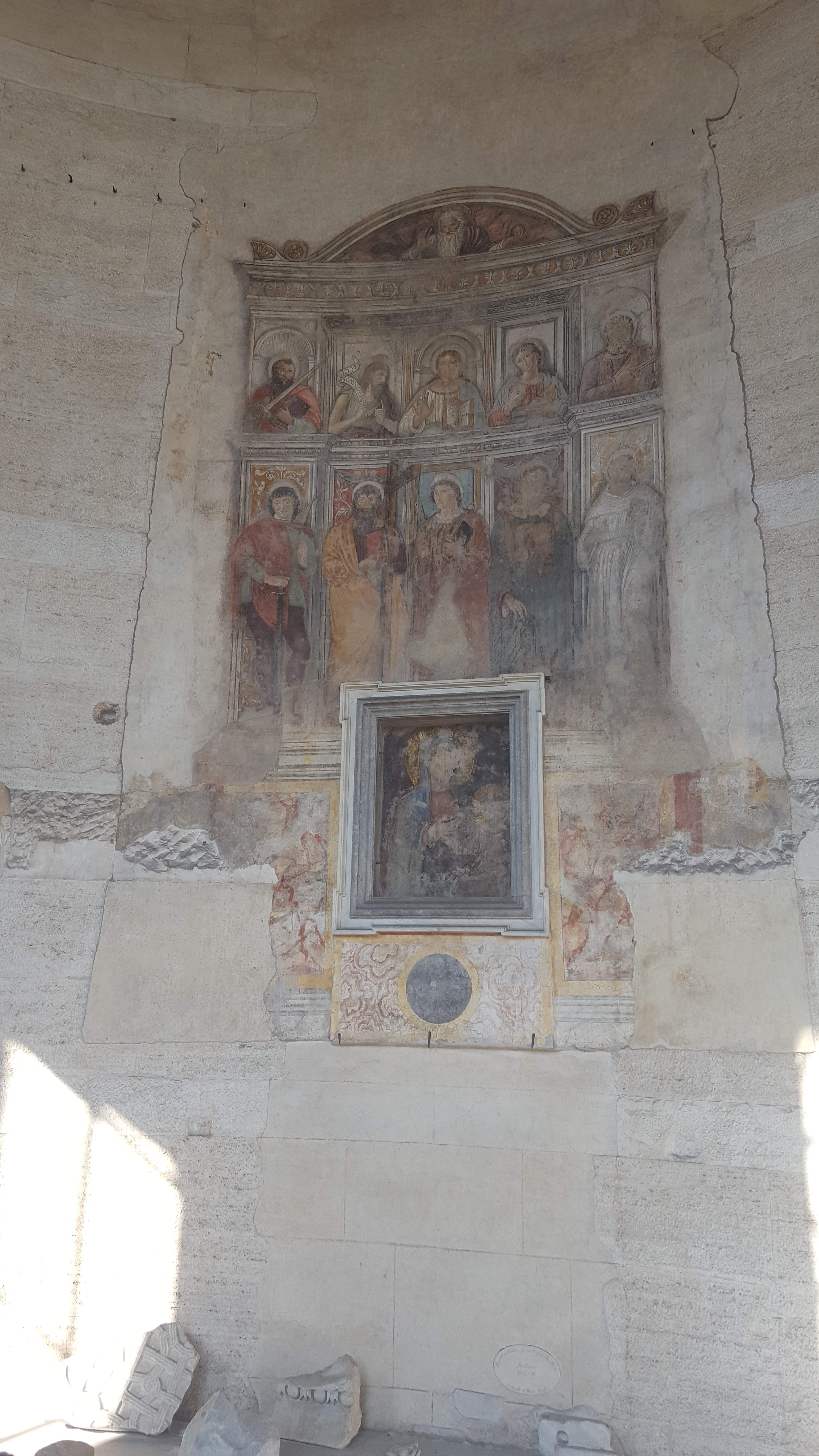
Fresques médiévales.

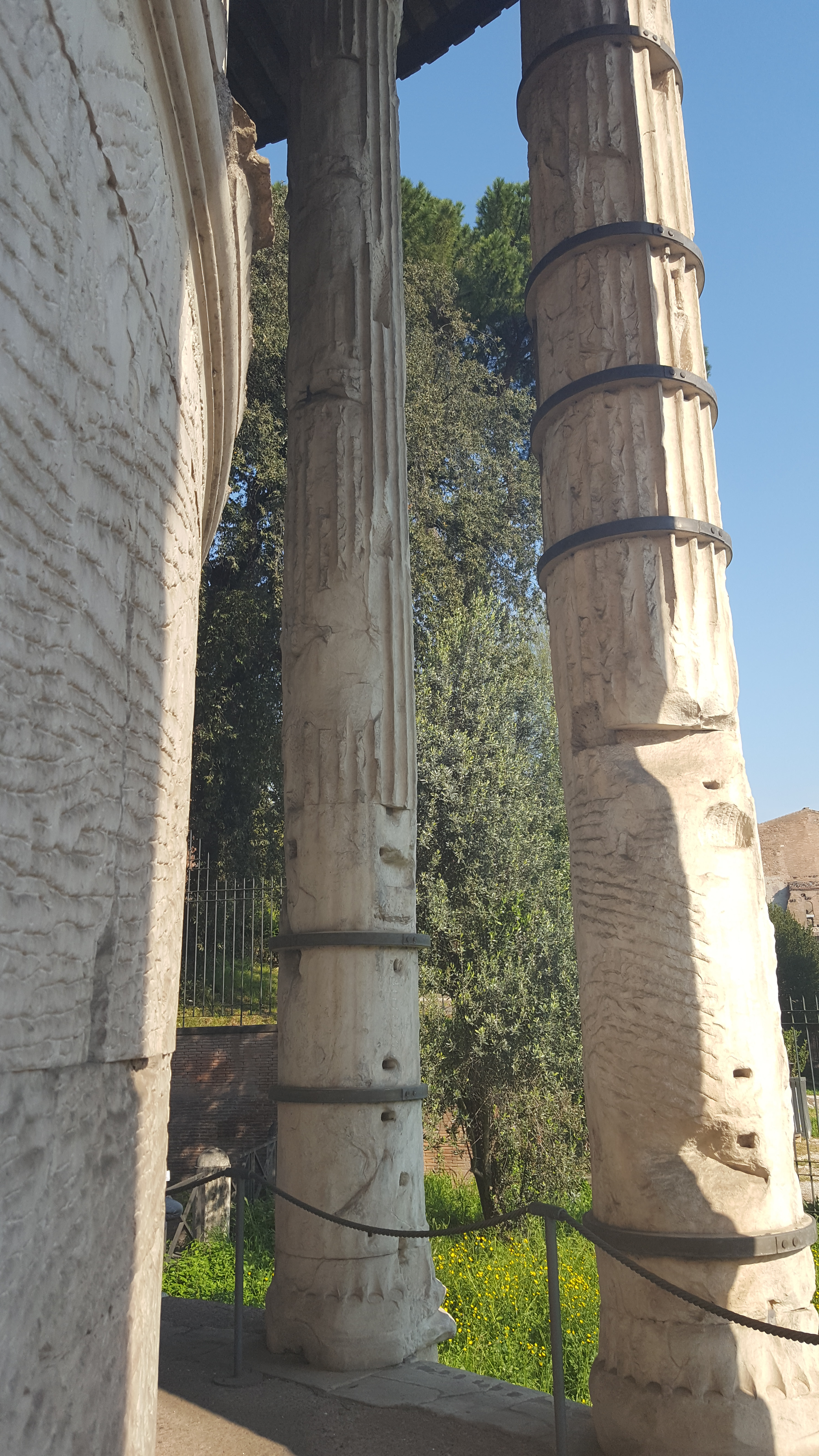
Cerclage de colonnes.

Le 17 mai 1809, Napoléon Ier annexe par décret les États pontificaux. Le préfet Camille de Tournon-Simiane est alors envoyé à Rome pour mettre en valeur le patrimoine antique de la ville. C'est dans ce cadre, mais les travaux s'étendent sur plusieurs années sous la direction de Giuseppe Valadier, que le temple d'Hercule Olivarius est progressivement débarrassé d'un édifice adjacent et des éléments qui l'avaient transformé en édifice chrétien (clocher et entrecolonnement) et restauré sous un aspect plus antique puis protéga par une grille circulaire ; certaines colonnes sont munies d'un cerclage métallique qui les renforce. D'autres monuments du forum Boarium sont également concernés par ce programme de grande ampleur,.
En 1996, le temple est inscrit dans la liste de l'observatoire mondial des monuments et le World Monuments Fund engage des travaux de préservation qui aboutissent entre autres à la pose d'une nouvelle toiture et à la stabilisation des fresques dégradées par les précédentes interventions et par des infiltrations d'eau.
Au XXIe siècle, le temple est menacé : sa situation l'expose à des courants d'air qui transportent des polluants atmosphériques, notamment les gaz d'échappement des véhicules circulant sur le Lungotevere, qui dégradent les maçonneries. L'interposition d'un écran végétal (plantation de Cyprès) autour du temple permet de remédier partiellement à cette situation.

## Description

### Caractéristiques générales

Plan du temple. La colonne no 15 est manquante.

Le temple est de forme circulaire périptère, construit à partir de marbre blanc et sous un style corinthien. Son architecture générale est d'inspiration grecque, style de construction à la mode dans le monde romain au IIe siècle av. J.-C.,.
L’édifice, très bien conservé, mesure 16,5 m de diamètre et son entrée est tournée vers l’est. Le plan du temple correspond aux règles hellénistiques transcrites par Vitruve, avec quelques libertés de détail. En effet, par rapport au plan d'architecture décrit par Vitruve, le bâtiment subit quelques modifications afin de favoriser l'exercice du culte, notamment en éloignant les murs de la cella circulaire ouverte à l'est et la mise en place d’un dispsitif périptère de vingt colonnes à chapiteaux corinthiens. Vitruve prend d'ailleurs soin de préciser que l'adaptation au relief et les impératifs pratiques doivent l'emporter sur le strict respect du plan théorique des bâtiments.

### Fondations et crépis

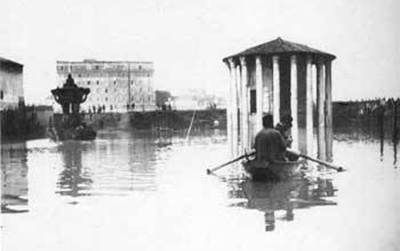
Le temple inondé en 1900.

Les fondations sont constituées d'un anneau construit en blocs de tuf de Grotta Oscura, carrière près de Véies. À l'intérieur de l'anneau, deux murs de refend en croix visent à mieux répartir le poids du temple. Par contre, l'espace à l'intérieur de l'anneau n'est pas comblé par des remblais. Le vide sanitaire ainsi constitué permet au temple de mieux supporter les inondations du Tibre, fréquentes dans le forum Boarium ainsi que les séismes qui touchent la région,.
Le cella et la colonnade sont édifiées sur une crépis, plate-forme à sept degrés avec un escalier devant l’entrée qui permet d’accéder au périptère. Il ne subsiste que le noyau de la crépis à degrés. Les blocs qui le constituent, observables à l’ouest, d’une longueur de 1,80 m et de profil trapézoïdal, sont disposés en boutisses et leur hauteur varie entre 47 et 54 cm. Autour de la crépis se trouve une rigole de 30 cm de large environ. Le dallage de marbre qui recouvrait la crépis est localement mis au jours lors des fouilles des années 1990, sous la forme d'une partie de l'emmarchement, à la base du monument près de son entrée.

### Cella
Le mur de la cella est de plan cylindrique et son parement extérieur est appliqué en trois campagnes successives. La partie inférieure est une maçonnerie à joints lisses en appareil pseudo-isodome avec une alternance d’une assise d’orthostates avec une assise de parpaings en panneresse. La partie médiane qui comporte des joints en relief et qui est séparée de la première par une moulure, est construite en appareil pseudo-isodome composé d’une alternance de deux assises de blocs en carreau et une assise de parpaings en panneresse. Pour ces deux phases de construction, l'architecte a recours au marbre pentélique. La partie supérieure du mur est une réfection médiévale en briques. Le parement intérieur est en travertin.
Les murs de la cella sont percés de trois ouvertures : une haute porte et de part et d’autre deux fenêtres surmontées d’un linteau de briques.
L’entablement n’a pas été conservé en place lors de la transformation du temple en église. Il ne reste que des fragments du plafond à caissons du péristyle, deux antéfixes ainsi que des fragments de la cimaise. La toiture d'origine a disparu.

### Colonnade

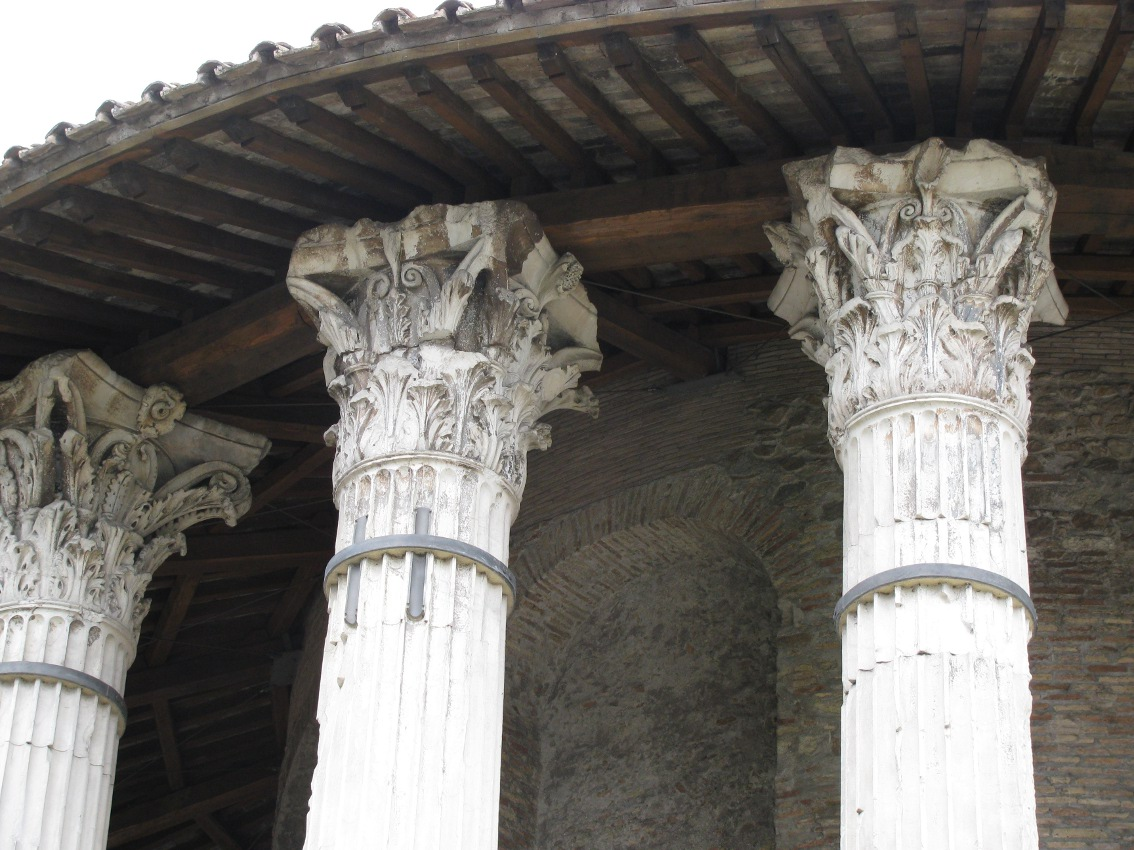
Chapiteaux des colonnes.

Les colonnes sont élevées sur un soubassement construit en petit appareil régulier de moellons de travertin en opus vittatum. Les chapiteaux sont corinthiens et sont sculptés en deux blocs superposés et solidarisé par une tige en bronze, technique utilisée en Grèce. Les colonnes sont cannelées et composées d’une base attique (une scotie entre deux tores) et de trois à douze tambours.

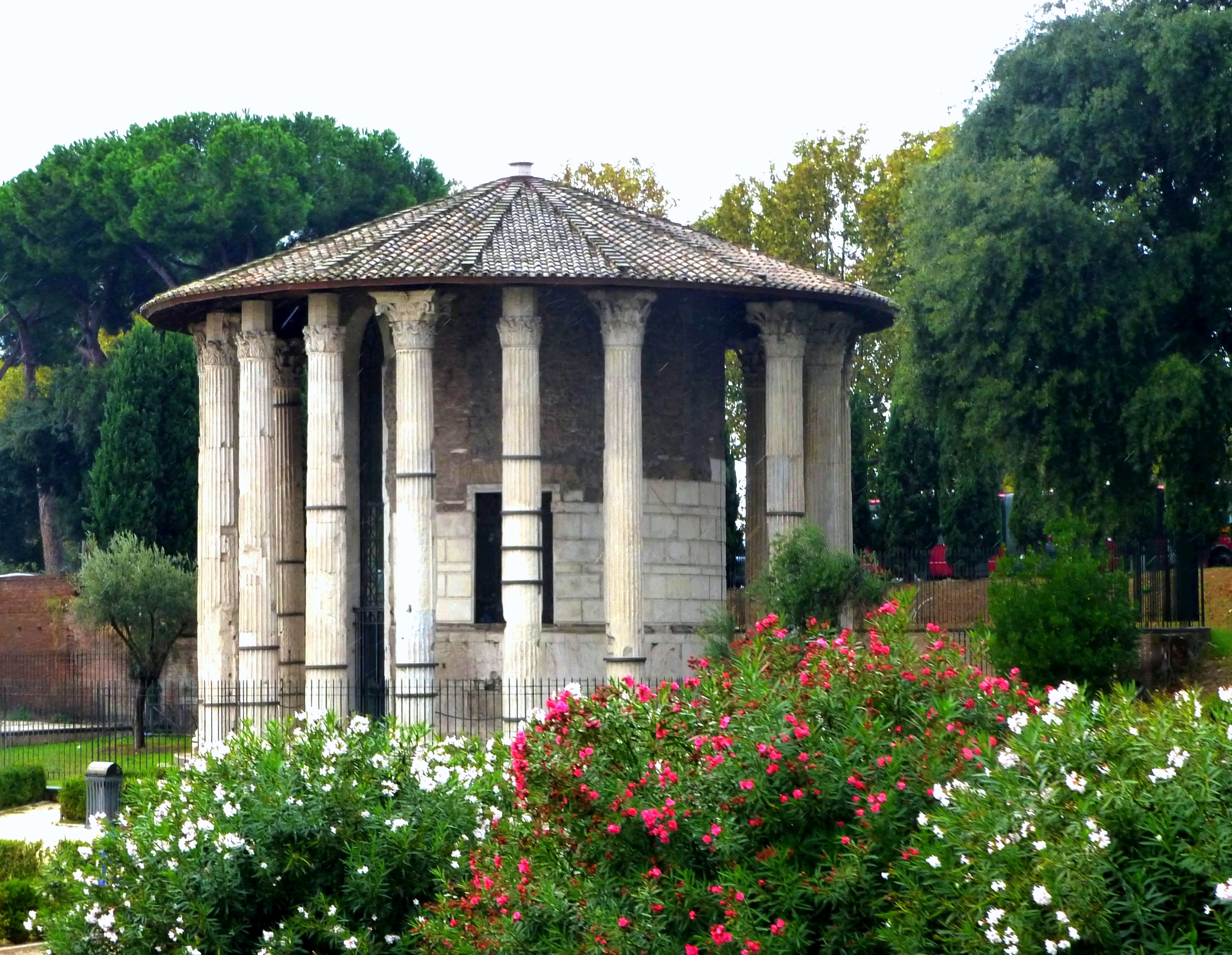
Emplacement de la colonne manquante.

Deux types de colonnes sont identifiés, le type A qui correspond à la phase de construction initiale du temple (fin du IIe siècle av. J.-C.) et le type B, localisé au nord-ouest, datant de la reprise du Ier siècle ; outre leur date de construction différente, les deux types de colonnes se distinguent aussi par leur matériau et les détails de leurs chapiteaux. La colonne 15 (sans doute de type A en raison de son emplacement à l'est du temple) a disparu et seul son soubassement est conservé. Plusieurs chapiteaux, endommagés ou disparus, sont totalement ou partiellement remplacés par de simples supports non décorés.
Le type A, en marbre pentélique, se distingue par des feuilles d’acanthe souples et des nervures axiales légèrement courbées à la base. Les lobes sont profondément creusés. Les digitations forment des triangles. Les cannelures du caulicole sont étroites et la collerette est épaisse. Les hélices sont très creusées et le fleuron est fort ouvert.
Le type B, en marbre de Luni, se différencie du type A par des feuilles d’acanthe plus raides et des folioles plus resserrées. Les digitations forment des gouttes. Les calices sont plus courts et moins élancés et le fleuron, couvrant la hauteur de l’abaque, est beaucoup moins béant.

## Études et fouilles archéologiques
Comme de nombreux bâtiments de Rome, le temple fait l’objet de fouilles au début du XIXe siècle dans le cadre et en prolongement de la mission ordonnée par Napoléon Ier. Les investigations engagées par Giuseppe Valadier en 1810-1812 ont davantage pour vocation de chercher à rendre au temple son aspect originel que de l'étudier scientifiquement, même si l'architecte avait déjà, auparavant, conduit une fouille du temple.
En 1963-1964, l'Allemand Friedrich Rakob réalise des sondages et des travaux de nettoyage du temple. Ces résultats, confrontés aux données déjà existantes, complètent la connaissance architecturale et historique du monument ; ils sont publiés en 1973 dans la monographie Der Rundtempel Am Tiber In Rom,.

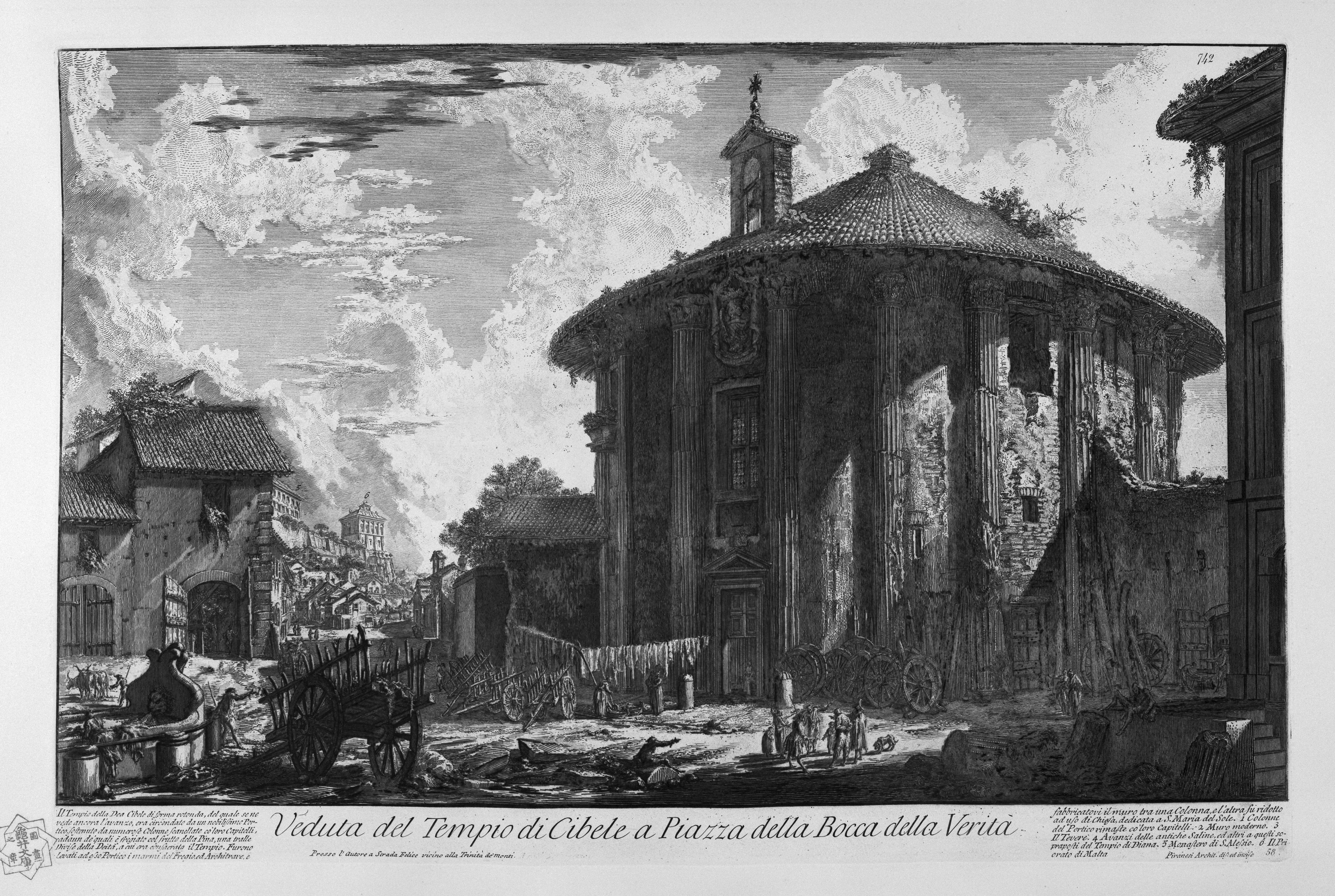
L'église Santa Maria del Sole, vue par Piranèse, ca. 1750.
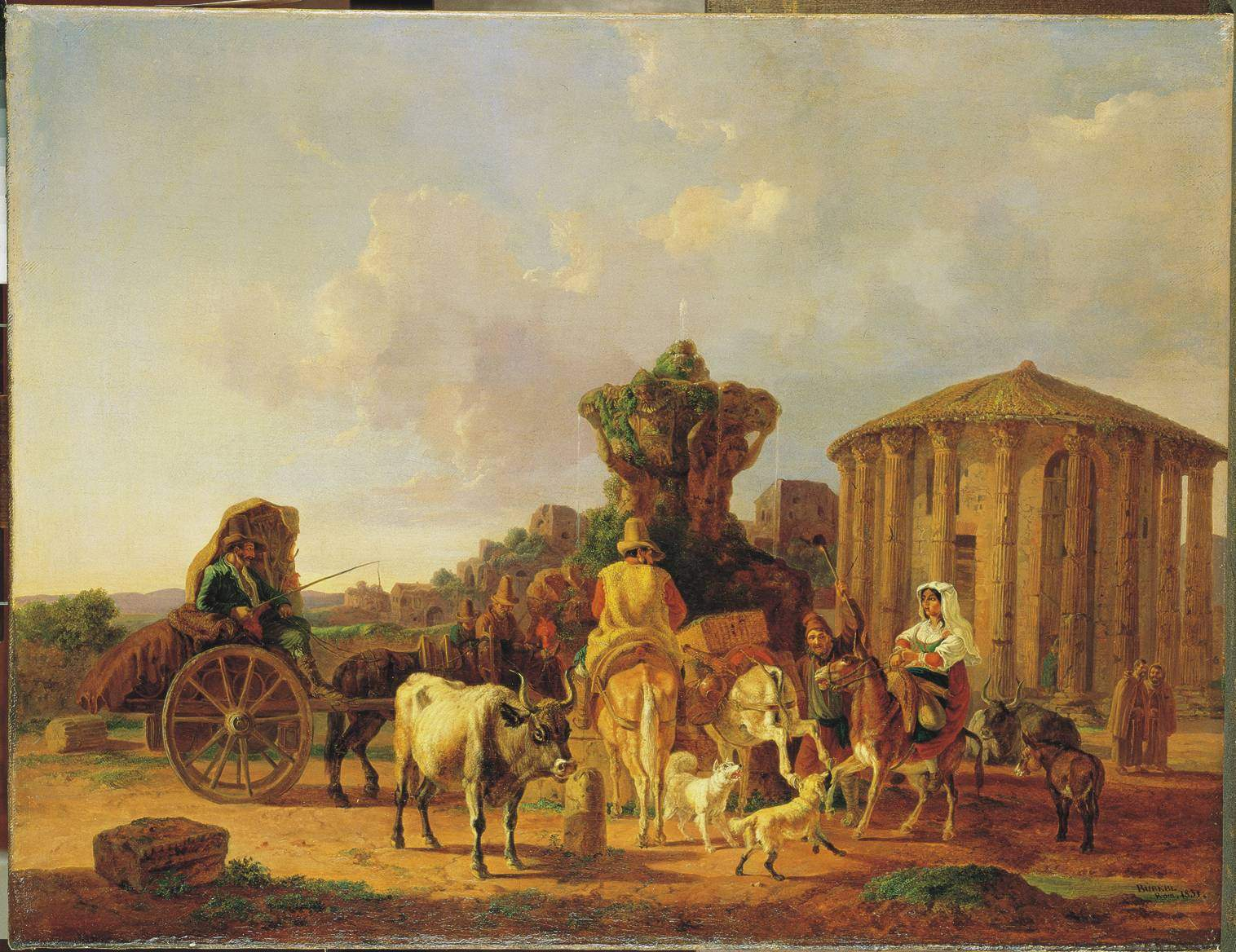
Temple de Vesta, Johann Heinrich Bürkel, 1831.
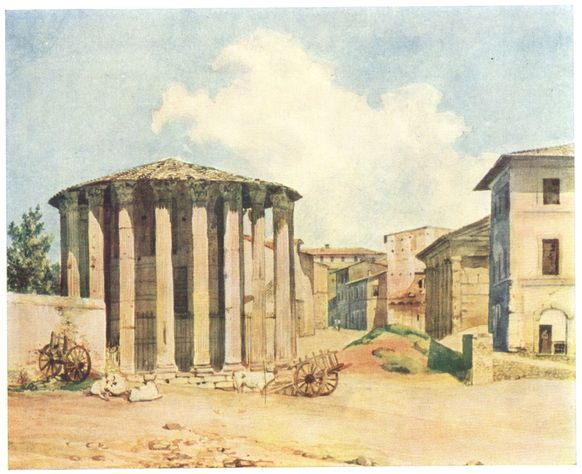
Temple de Vesta, Alexandre Ivanov, ca. 1845.
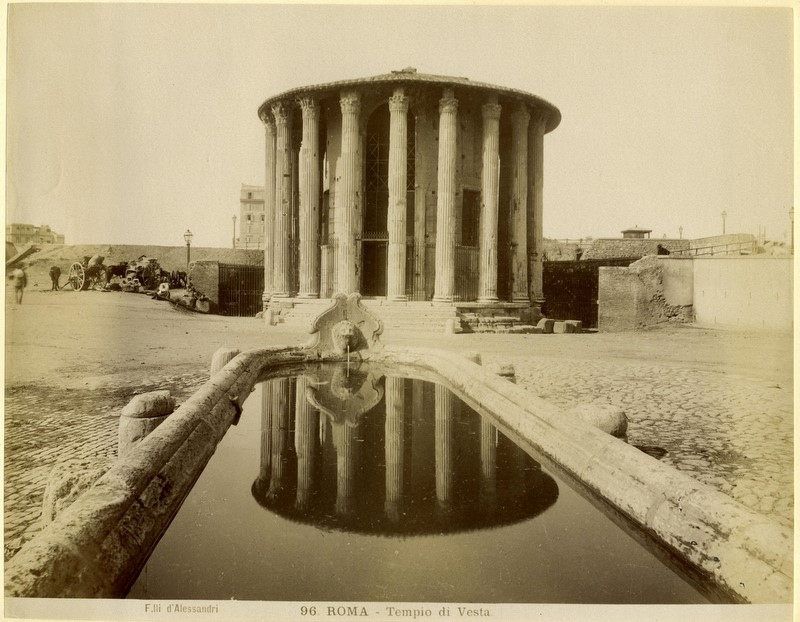
« Temple de Vesta », par les frères D'Alessandri, ca. 1880.